# Aszot Gabrielian
Aszot Gabrielian (orm. Աշոտ Գաբրիելյան; ur. 13 grudnia 1979 w Surenawanie k. Araratu) – ormiański poeta.
Od 1997 do 1999 roku służył w Siłach Zbrojnych Armenii. W 2007 roku ukończył studia na Wydziale Filologicznym Państwowego Uniwersytetu Erywańskiego, a następnie podjął pracę w Instytucie Literatury im. Manuka Abeghiana. Autor zbiorów poetyckich Anioły na czubku igły (2001), Uwierz, bo nie uwierzysz (2004), Wiersze kieszonkowe (2012). W 2011 roku założył filologiczną encyklopedię Litopedia.